# Славутич (поїзд)
«Славýтич» — колишній нічний швидкий фірмовий пасажирський поїзд 1-го класу Південно-Західної залізниці № 12/11 сполученням Київ — Новоолексіївка. Протяжність маршруту складала 862 км. 
На поїзд була можливість придбати електронний квиток.

## Історія
У 2013 році вагон-автомобілевоз в складі поїзда перевіз найбільшу кількість автомобілів — 1558 одиниць.
28 червня 2014 року поїзду тимчасово змінено маршрут руху через станції Черкаси та Гребінку, через схід вантажних вагонів на маршруті поїзда.
22 серпня 2014 року поїзду також тимчасово змінено маршрут руху через Черкаси через схід вантажного поїзда із рейок.
26 грудня 2014 року поїзд «Славутич» зі станції Київ-Пасажирський вирушив в останній рейс до Сімферополя.
З 27 грудня 2014 року «Укрзалізниця» обмежила маршрут курсування поїздів Кримського напрямку до станції Новоолексіївка.
У 2018 році був найприбутковішим поїздом, що курсував у внутрішньому сполученні України, який приніс прибуток у 25,3 млн ₴, наповненість складала — 92 %.
У 2022 році, з початку російського вторгнення в Україну, рух поїзда тимчасово скасований.

## Інформація про курсування
Фірмовий пасажирський поїзд «Славутич» курсував щоденно, цілий рік. На маршруті руху поїзд зупинявся на 8 проміжних станціях. 
З Києва поїзд вирушав під № 12К, з Новоолексіївки — під № 12П. Через зміну напрямку з парного на непарний, в дорозі на маршруті руху від станції Київ-Пасажирський до станції Синельникове I змінювався на № 12/11, що вказувалося й у проїзному документі.
| Розклад руху поїзда «Славутич» (з 28.03.2021) | Розклад руху поїзда «Славутич» (з 28.03.2021) | Розклад руху поїзда «Славутич» (з 28.03.2021) | Розклад руху поїзда «Славутич» (з 28.03.2021) | Розклад руху поїзда «Славутич» (з 28.03.2021) |
| Час прибуття                                  | Час відправлення                              | Станція                                       | Час прибуття                                  | Час відправлення                              |
| --------------------------------------------- | --------------------------------------------- | --------------------------------------------- | --------------------------------------------- | --------------------------------------------- |
| —                                             | 19:25                                         | Київ                                          | 08:08                                         | —                                             |
| 22:15                                         | 22:20                                         | Імені Тараса Шевченка                         | 04:52                                         | 05:00                                         |
| 23:39                                         | 23:42                                         | Знам'янка-Пас.                                | 03:30                                         | 03:42                                         |
| 00:22                                         | 00:24                                         | Олександрія                                   | 02:48                                         | 02:50                                         |
| 01:40                                         | 01:42                                         | П'ятихатки                                    | 01:34                                         | 01:36                                         |
| 02:37                                         | 02:39                                         | Кам'янське-Пасажирське                        | 00:30                                         | 00:32                                         |
| 03:11                                         | 03:31                                         | Дніпро-Головний                               | 23:37                                         | 23:57                                         |
| 05:09                                         | 05:17                                         | Запоріжжя I                                   | 21:55                                         | 22:03                                         |
| 06:56                                         | 07:01                                         | Мелітополь                                    | 20:26                                         | 20:31                                         |
| 08:05                                         | —                                             | Новоолексіївка                                | —                                             | 19:10                                         |

## Склад поїзда
В обігу було два склади поїзда, формуванням вагонного депо Київ-Пасажирський.
Схема поїзда відрізнялася від наведеної в залежності від сезону (зима, літо). Про актуальну схему на конкретну дату є можливість подивитися в розділі «Оn-line резервування та придбання квитків» на офіційному вебсайті «Укрзалізниці».
| Склад поїзда «Славутич» | Склад поїзда «Славутич» | Склад поїзда «Славутич» | Склад поїзда «Славутич»          |
| №                       | Тип вагона              | Маршрут сполучення      | Вагонне депо                     |
| ----------------------- | ----------------------- | ----------------------- | -------------------------------- |
| 1                       | ПЛ                      | Київ — Новоолексіївка   | ВЧ-1 Південно-Західна залізниця  |
| 2                       | ПЛ                      | Київ — Новоолексіївка   | ВЧ-1 Південно-Західна залізниця  |
| 3                       | ПЛ                      | Київ — Новоолексіївка   | ВЧ-1 Південно-Західна залізниця  |
| 4                       | Л                       | Київ — Новоолексіївка   | ВЧ-1 Південно-Західна залізниця  |
| 5                       | Л                       | Київ — Новоолексіївка   | ВЧ-1 Південно-Західна залізниця  |
| 6                       | К                       | Київ — Новоолексіївка   | ВЧ-1 Південно-Західна залізниця  |
| 7                       | К                       | Київ — Новоолексіївка   | ВЧ-1 Південно-Західна залізниця  |
| 8                       | К                       | Київ — Новоолексіївка   | ВЧ-1 Південно-Західна залізниця  |
| 9                       | К                       | Київ — Новоолексіївка   | ВЧ-1 Південно-Західна залізниця  |
| 10                      | К                       | Київ — Новоолексіївка   | ВЧ-1 Південно-Західна залізниця  |
| 11                      | К                       | Київ — Новоолексіївка   | ВЧ-1 Південно-Західна залізниця  |
| 12                      | К                       | Київ — Новоолексіївка   | ВЧ-1 Південно-Західна залізниця  |
| 13                      | К                       | Київ — Новоолексіївка   | ВЧ-1 Південно-Західна залізниця  |
| 14                      | К                       | Київ — Новоолексіївка   | ВЧ-1 Південно-Західна залізниця  |
| 15                      | К                       | Київ — Новоолексіївка   | ВЧ-1 Південно-Західна залізниця  |
| 16                      | К                       | Київ — Новоолексіївка   | ВЧ-1 Південно-Західна залізниця> |
| 17                      | К                       | Київ — Новоолексіївка   | ВЧ-1 Південно-Західна залізниця  |
| 18                      | К                       | Київ — Новоолексіївка   | ВЧ-1 Південно-Західна залізниця  |

Примітки:
- Зазвичай поїзд складався з 18 фірмових вагонів:[11]
  - 13 купейних[12][13]
  - 3 плацкартних[14]
  - 2 «Люкс»[15].
- Нумерація вагонів при відправленні та по прибутті до станції Київ-Пасажирський — зі східної сторони вокзалу.